# William Golding
William Gerard Golding (født 19. september 1911, død 19. juni 1993) var en engelsk forfatter.
Golding skrev blandt andet den samfundsafspejlende roman Fluernes Herre i 1954, som handler om en flok drenge på 6 til 13 år, der strander på en øde ø. I 1983 modtog han nobelprisen for sit mesterværk.